# 63e régiment d’infanterie
Das 63e régiment d’infanterie war eines von vier Infanterieregimentern, die auf Ansuchen von König Louis XIV ab 1671 in der Schweizerischen Eidgenossenschaft angeworben wurden. Es handelte sich dabei um ein sogenanntes Fremdenregiment (Infanterie étrangère de ligne), jedoch mit einem besonderen Status, der den Schweizern, im Gegensatz zu den anderen ausländischen Regimentern, zuerkannt wurde.
Vor der Einführung der Nummerierung der Regimenter am 1. Januar 1791 führte es in der königlich französischen Armee zuletzt den Namen Régiment d’Ernest.

## Aufstellung und signifikante Änderungen
Louis XIV war der erste französische König, der den Wunsch äußerte, neben dem Schweizer Garderegiment eine ständige Kampftruppe aus Schweizer Söldnern in seiner Armee zur Verfügung zu haben.
In den diesbezüglichen Verhandlungen mit den Schweizer Kantonen wurde in der Kapitulation festgelegt, dass die Verpflichtung auf die Zeit von vier Jahren beschränkt wurde und die Soldaten danach nach Hause zurückkehren sollten, woraufhin sie durch ein neues Kontingent ersetzt würden, falls ein Krieg dies erforderlich machte.
Die ursprünglichen Anwerbungen bestanden aus ungewöhnlich personalstarken Einheiten von 4000 bis 6000, manchmal 10.000 und sogar 16.000 Mann, die nicht so viele Kommandanten bzw. Regimentsinhaber benötigten wie normale Regimenter.
Im Jahre 1671 kündigte der König die alten Verträge mit den Schweizer Kantonen auf und befahl Pierre Stuppa (oder auch „Stoppa“), Capitaine in den Gardes suisses, neue Kapitulationen auszuhandeln, die es erlaubten, vier Regimenter ständig im Dienst zu halten. Nachdem sich die Kantone über eine solche Überrumpelung bitter beklagt hatten, wurden die neuen Vereinbarungen am 14. August dann doch nach den Wünschen des Königs und zu dessen vollster Befriedigung unterzeichnet.
Diese vier Regimenter waren bald komplett; sie kamen in den ersten Tagen des Jahres 1672 in Frankreich an, wurden am 17. Februar in den Sold genommen und in die Rangliste eingegliedert.
- 17. Februar 1672: Als erstes der vier Regimenter wurde das „Régiment d’Erlach“ in Dienst genommen. Es wurde in Bern durch den Capitaine de la garde Comte d’Erlach aufgestellt und bestand bis zum Ende ausschließlich aus Burgern der Stadt Bern.
- 1694: Umbenennung in Régiment de Manuel
- 1701: Umbenennung in Régiment de Villars-Chandieu
- 1728: Umbenennung in Régiment de May
- 1739: Umbenennung in Régiment de Bettens
- 1751: Umbenennung in Régiment de Jenner
- 1762: Umbenennung in Régiment d’Erlach
- 1782: Umbenennung in Régiment d’Ernest
- 1791: Umbenennung in 63e régiment d’infanterie (Schweizer Regiment im französischen Dienst)
- 1792: Der Status als Fremdenregiment wurde beendet, die Schweizer wurden gemäß ihrem Vertrag nach Hause entlassen, das Regiment aufgelöst.
- 1803: Die seit der zweiten Zusammenlegung (Deuxième amalgame) bestehende 63e demi-brigade d’infanterie de ligne wurde ohne Rücksicht auf die Traditionslinie in 63e régiment d’infanterie de ligne umbenannt.
- 1815: Mit der zweiten Restauration wurde die gesamte Napoleonische Armee entlassen. Noch im gleichen Jahr wurden die Regimenter als Legionen wieder in Dienst genommen. Das vormalige 63e régiment d’infanterie de ligne führte jetzt die Bezeichnung 63e Légion – Basses-Pyrénées
- 1823: Umbenennung in 63e régiment d’infanterie de ligne
- 1914: Bei der Mobilmachung wurde das Reserveregiment, das „263e régiment d’infanterie“, aufgestellt.

## Mestres de camp/Colonels

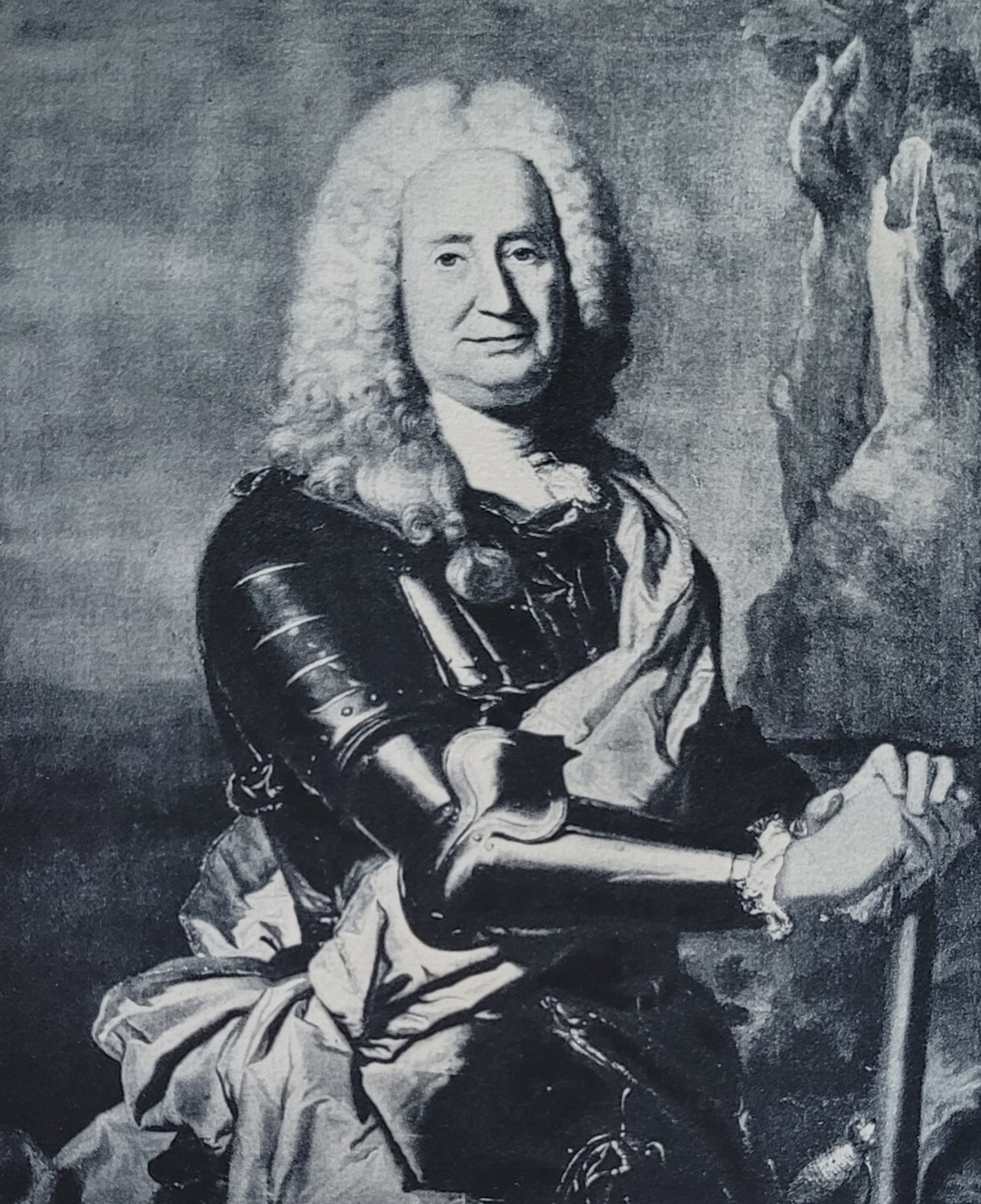
Georges Mannlich de Bettens, Bildnis von Barthélémy Guillibaud (um 1740)

Mestre de camp war von 1569 bis 1661 und von 1730 bis 1780 die Rangbezeichnung für den Regimentsinhaber und/oder für den mit der Führung des Regiments beauftragten Offizier. Die Bezeichnung „Colonel“ wurde von 1721 bis 1730, von 1791 bis 1793 und ab 1803 geführt. 
Nach 1791 gab es keine Regimentsinhaber mehr.
Sollte es sich bei dem Mestre de camp/Colonel um eine Person des Hochadels handeln, die an der Führung des Regiments kein Interesse hatte (wie z. B. der König oder die Königin), so wurde das Kommando dem „Mestre de camp lieutenant“ (oder „Mestre de camp en second“) respektive dem „Colonel-lieutenant“ oder „Colonel en second“ überlassen.
- 17. Februar 1672: Jean-Jacques, comte d’Erlach
- September 1694: Albert Manuel
- 17. Januar 1701: Charles de Villars-Chandieu
- 9. Mai 1728: Béat-Louis May
- 15. August 1739: Georges Mannlich de Bettens
- 23. Juli 1751: Samuel Jenner
- 12. Februar 1762: Abraham, baron d’Erlach de Riggisberg
- 24. November 1782: Beat-Rodolphe, baron d’Ernest
- 11. Mai 1792: Béat-Louis, baron de Watteville de Loin

(…)
- 1803: Marc Antoine Côme Damien Jean Chrisostôme Lacuée (gefallen am 8. Februar 1807)
- 1807: Régis Barthélemy Mouton-Duvernet
- 1809: Benoît Meunier
- 1813: François Kail
- 1814: Jean Laurède (an seinen Verwundungen verstorben am 16. Juni 1815)
- 1815: Raymond Jean-Baptiste Teulet
- 12. August 1861 bis 12. August 1870: Louis Adolphe Zentz d’Alnois
- 1914: Lieutenant-Colonel Paulmier

Zwischen 1804 und 1815 fielen 24 Offiziere, 11 Offiziere starben an ihren Verwundungen, und 135 Offiziere wurden verwundet.

## Ausstattung

### Königliche Fahnen
Das Regiment führte 12 Ordonnanzfahnen und eine Leibfahne.

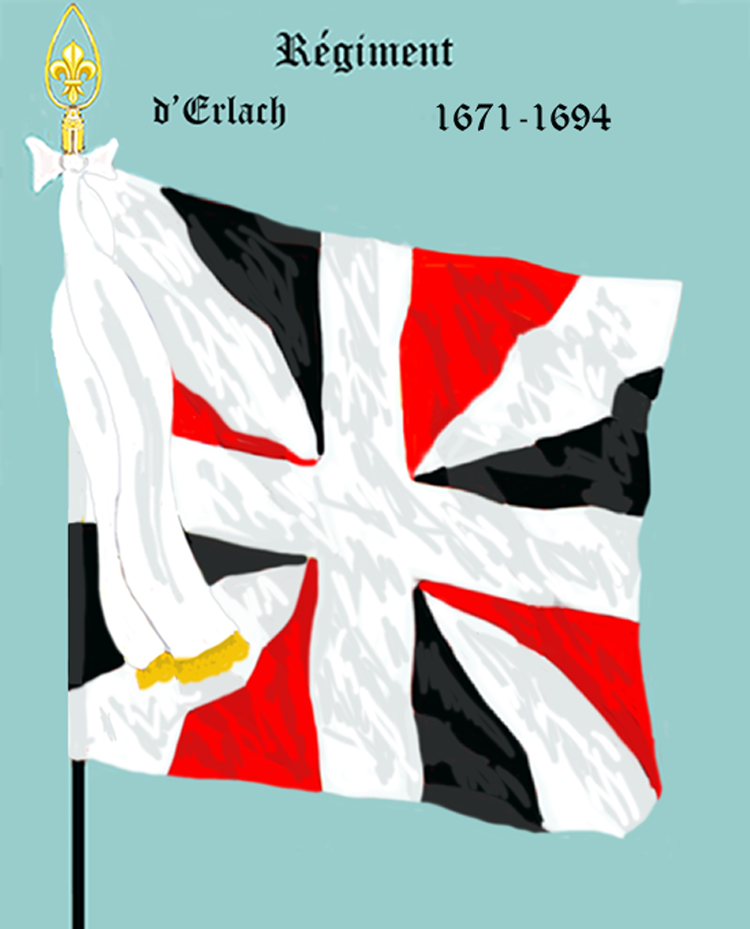
Régiment d’Erlach 1671 bis 1694 und 1762 bis 1782
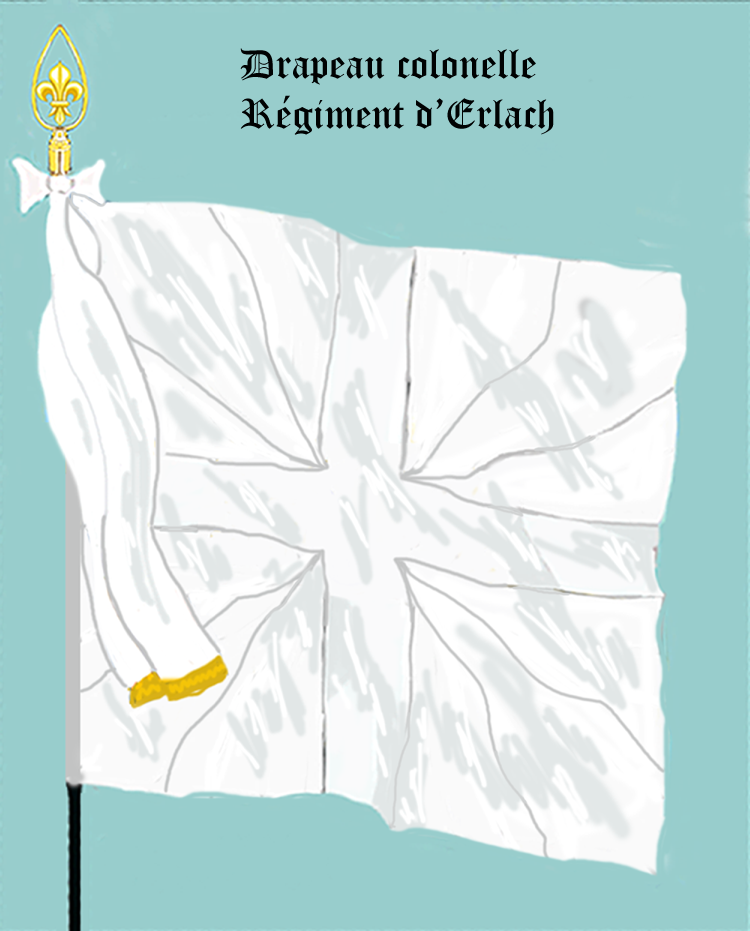
Leibfahne des Régiment d’Erlach
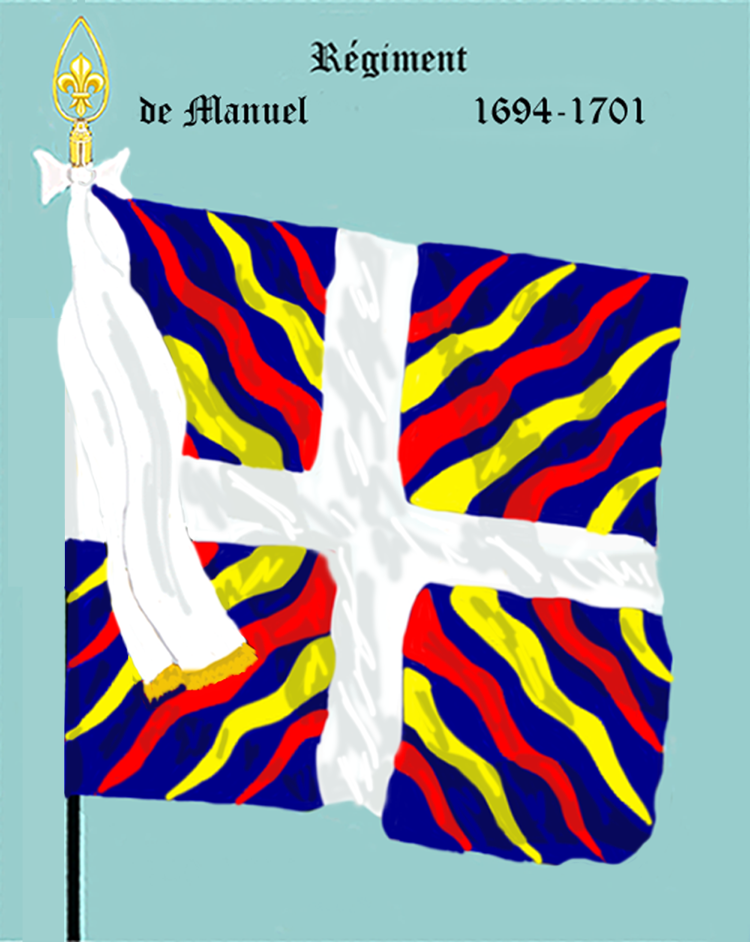
Régiment de Manuel 1694 bis 1701
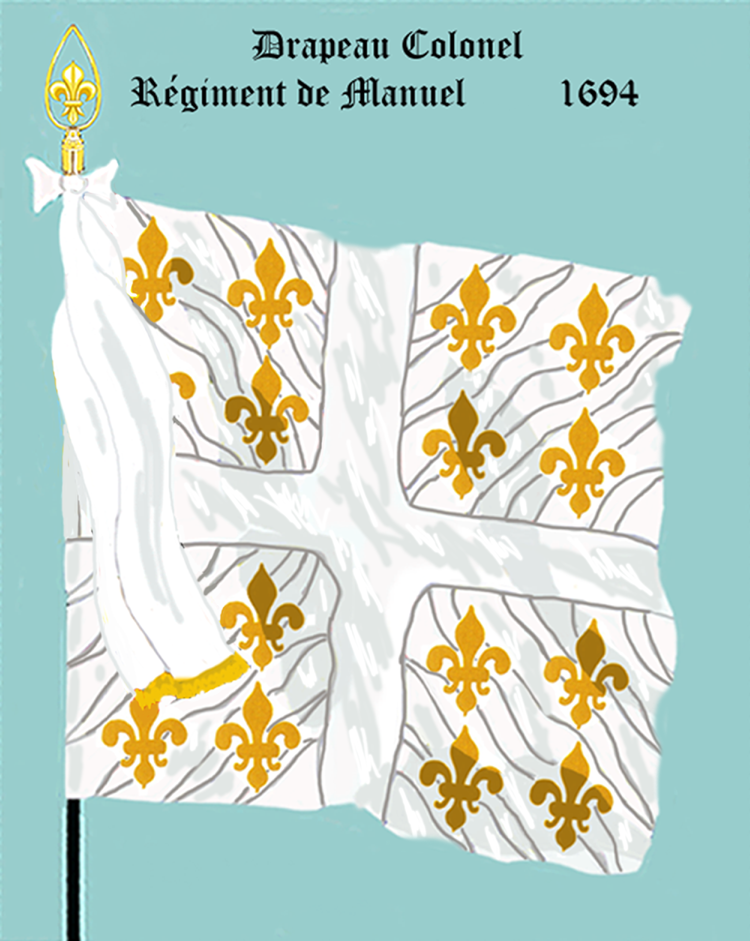
Leibfahne des Régiment de Manuel
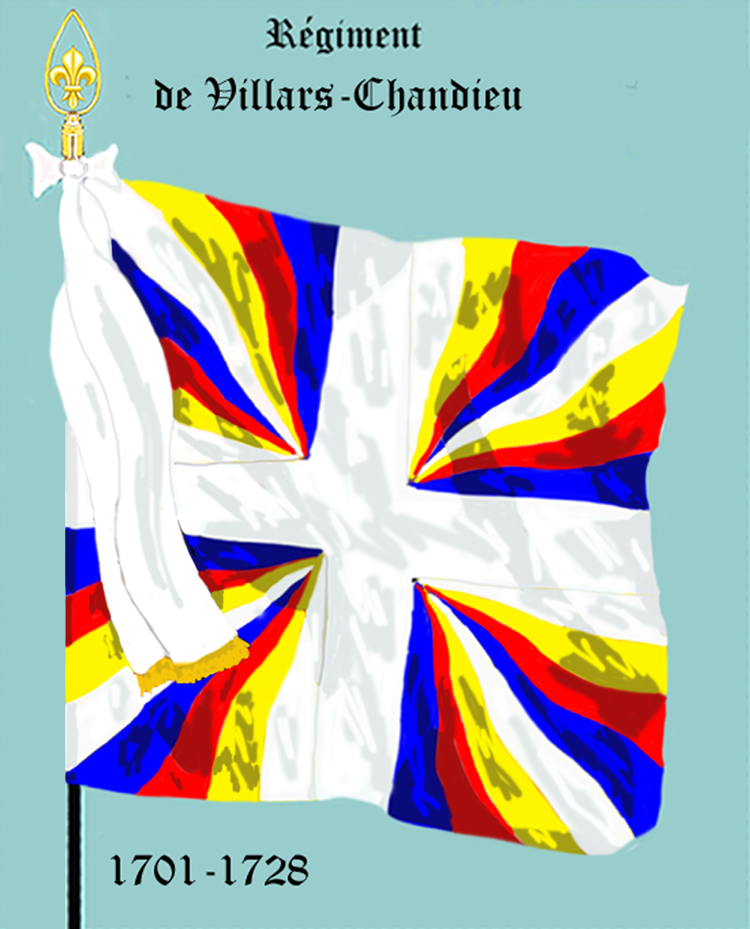
Régiment de Villars-Chandieu 1701 bis 1728
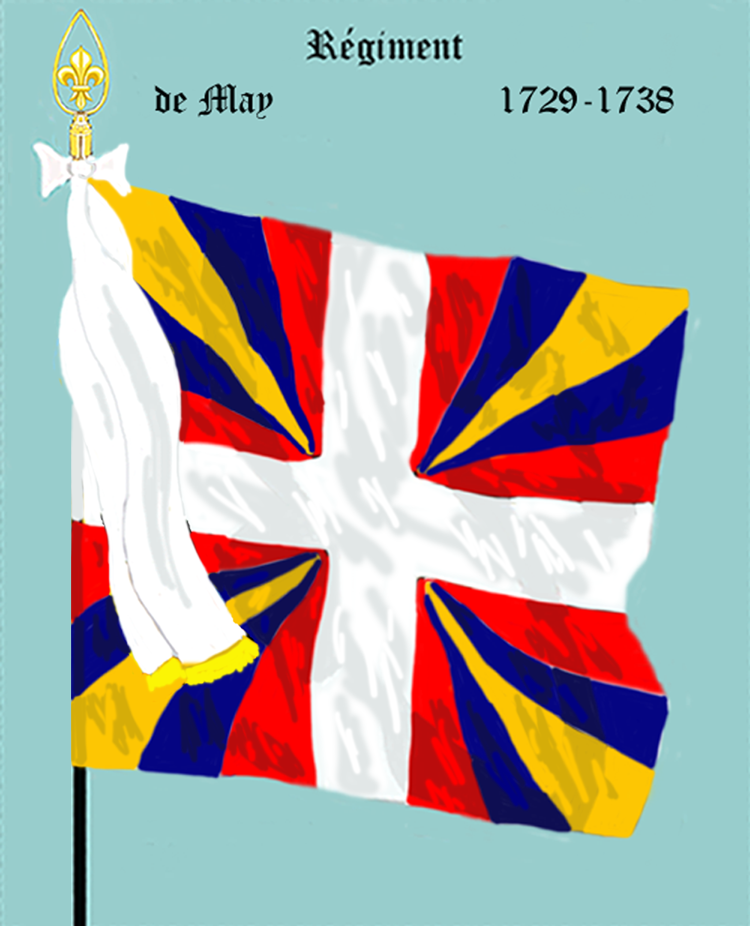
Régiment de May 1728 bis 1739
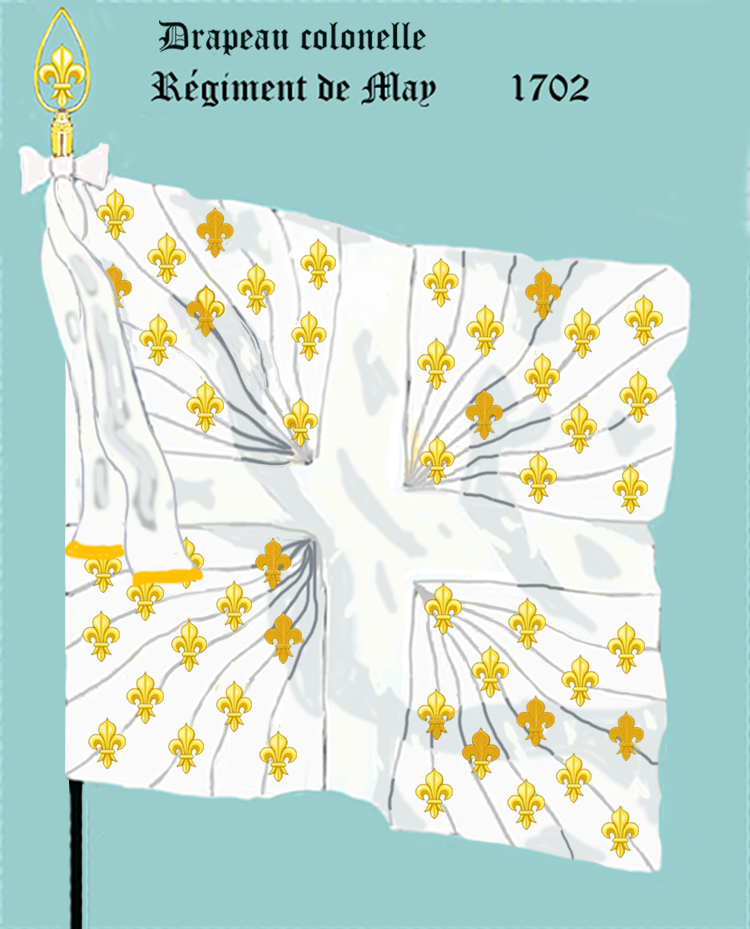
Leibfahne des Régiment de May
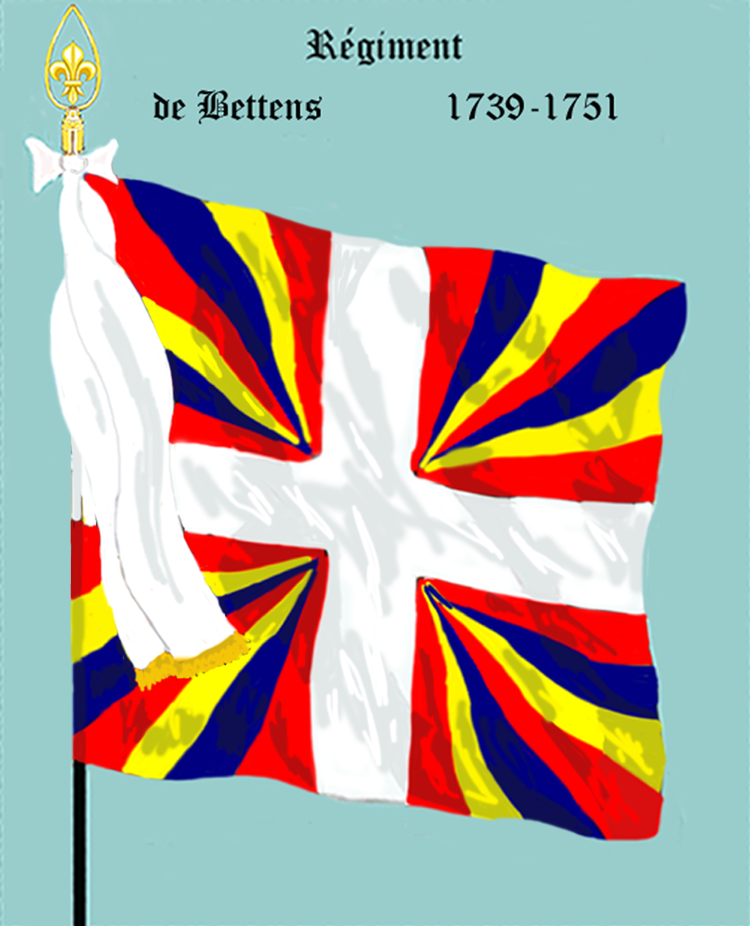
Régiment de Bettens 1739 bis 1751
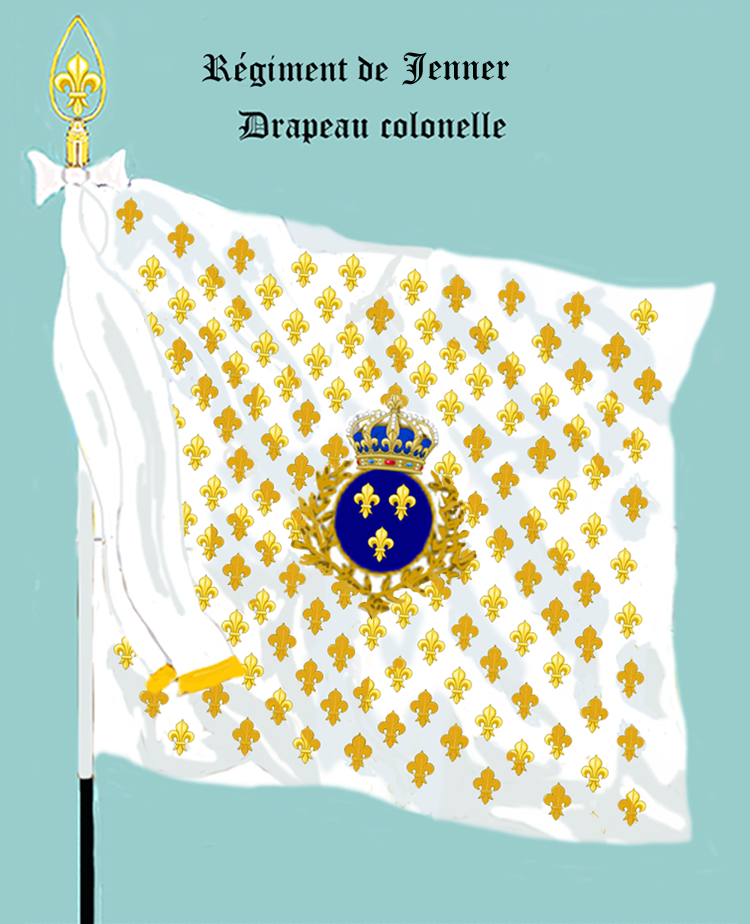
Leibfahne des Régiment de Bettens, de Jenner, d’Ernest und d’Erlach
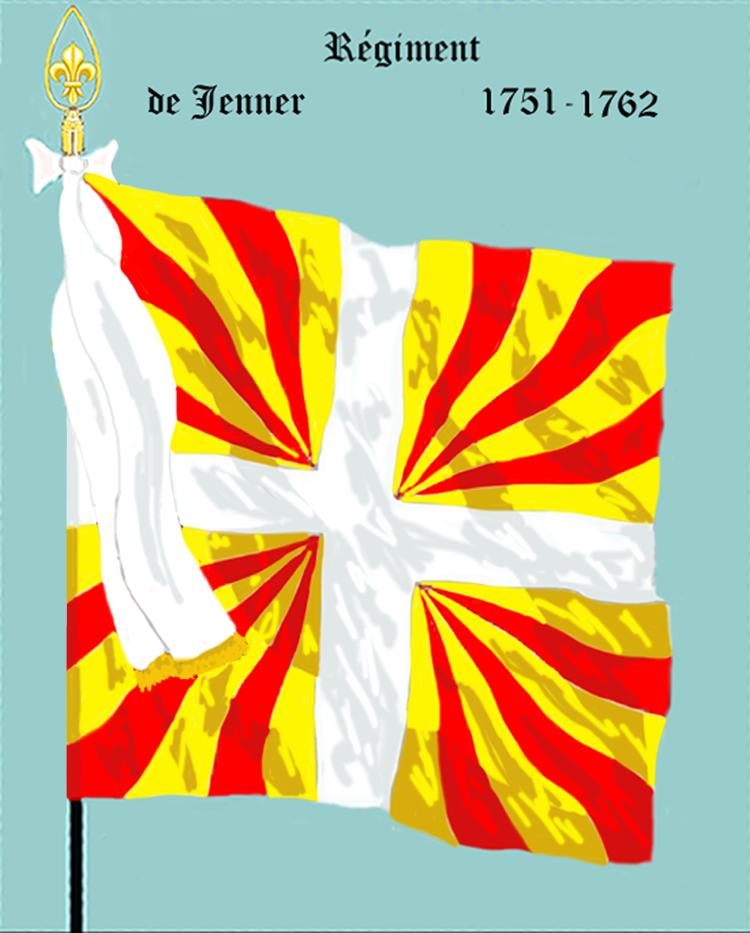
Régiment de Jenner 1751 bis 1762
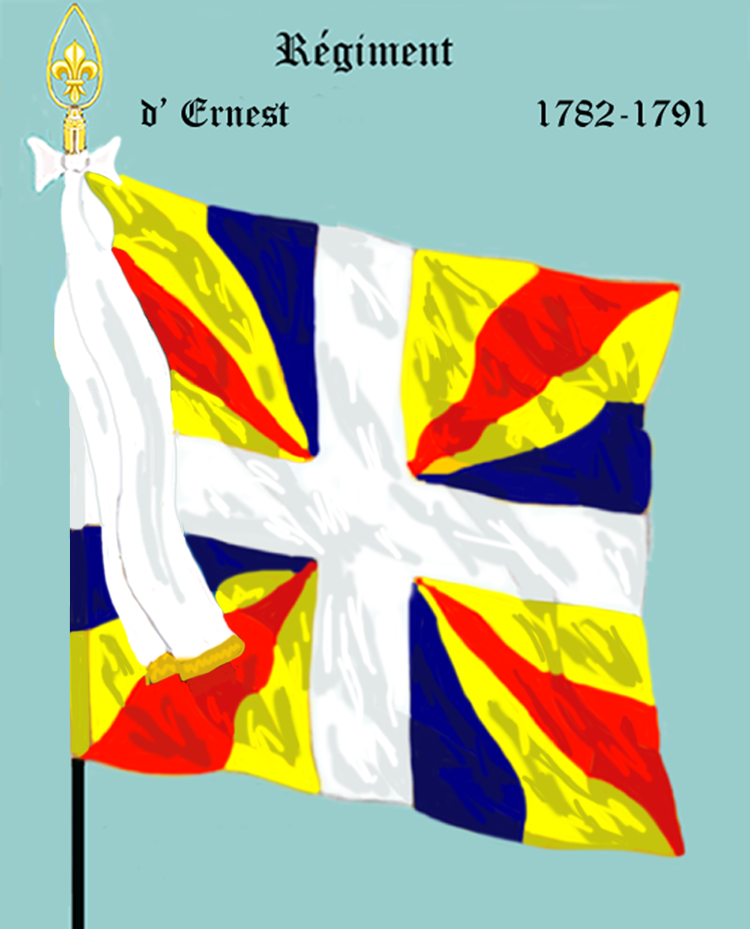
Régiment d’Ernest 1782 bis 1791
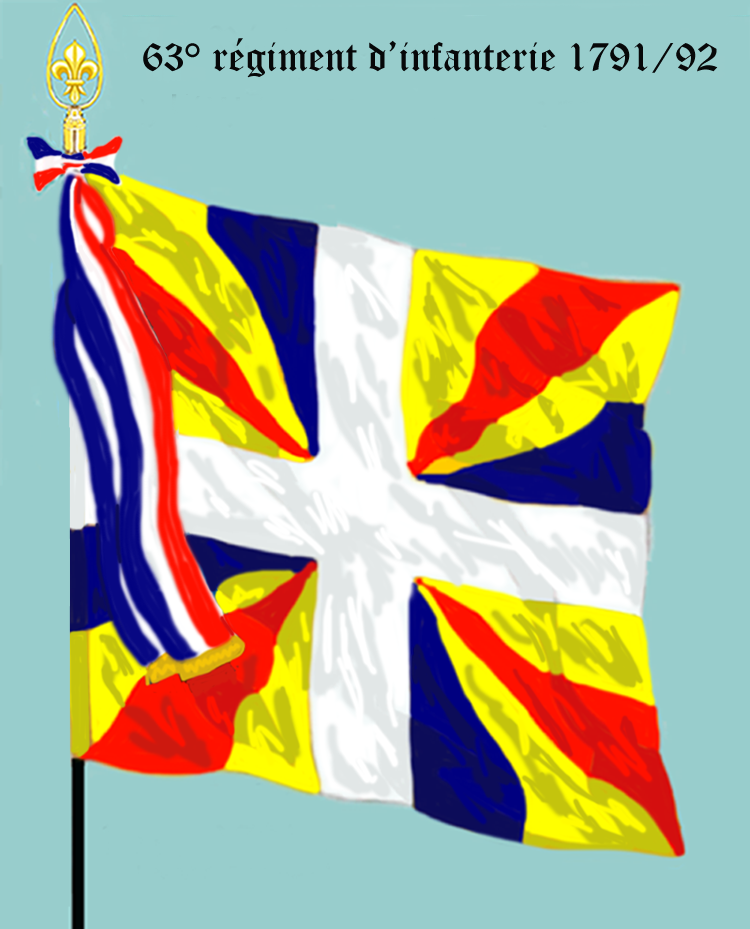
63e régiment d’infanterie 1791/92
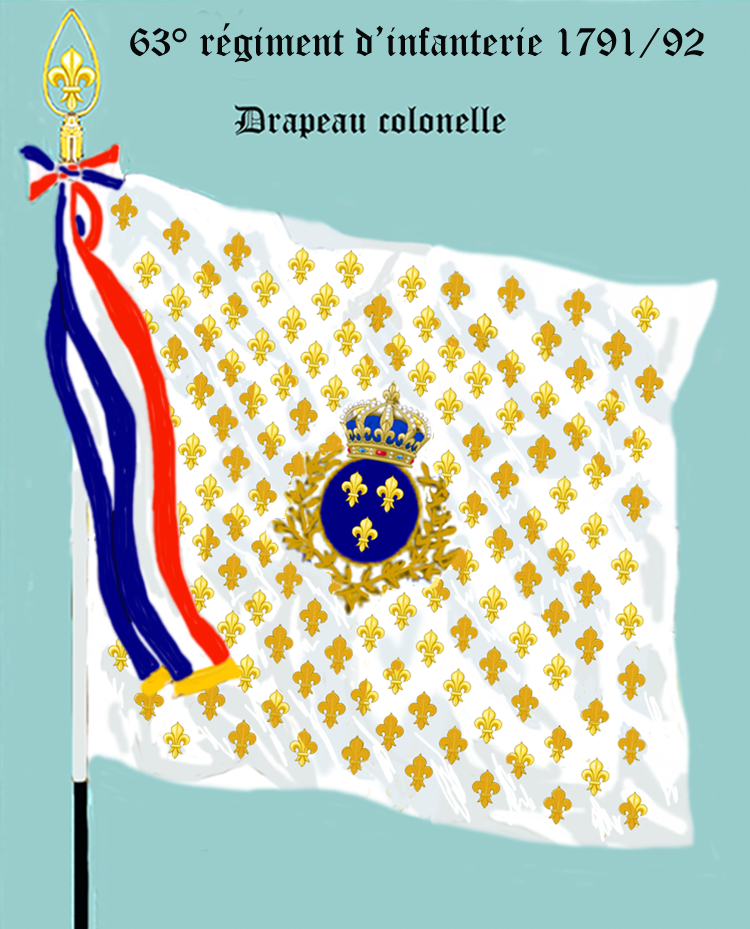
Leibfahne des 63e régiment d’infanterie 1791/92

### Uniformierung bis 1794

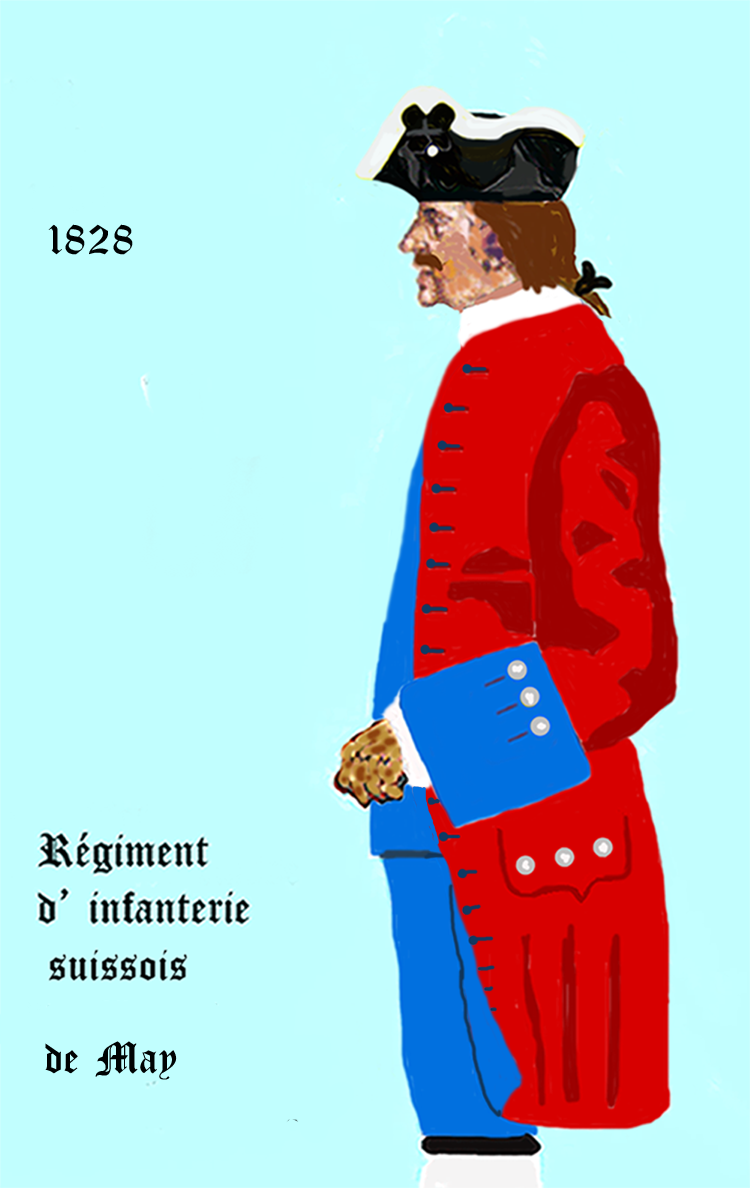
Régiment de May 1720 bis 1729
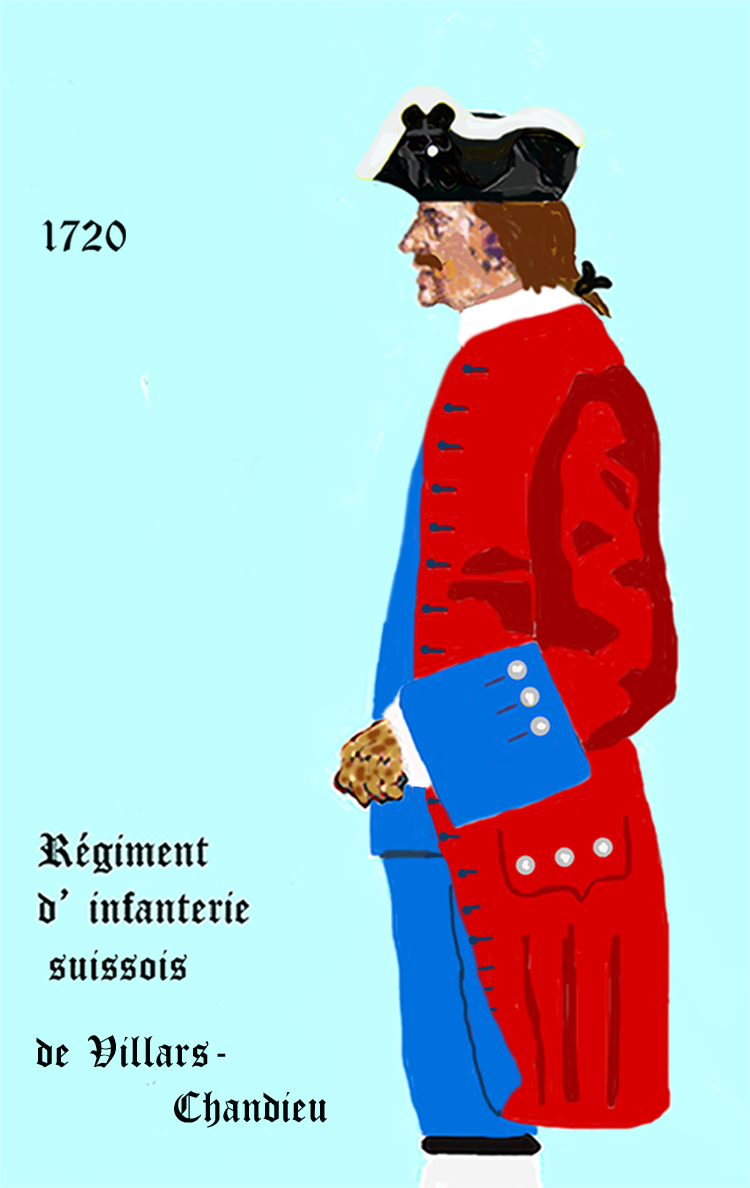
Régiment de Villars-Chandieu 1729 bis 1734
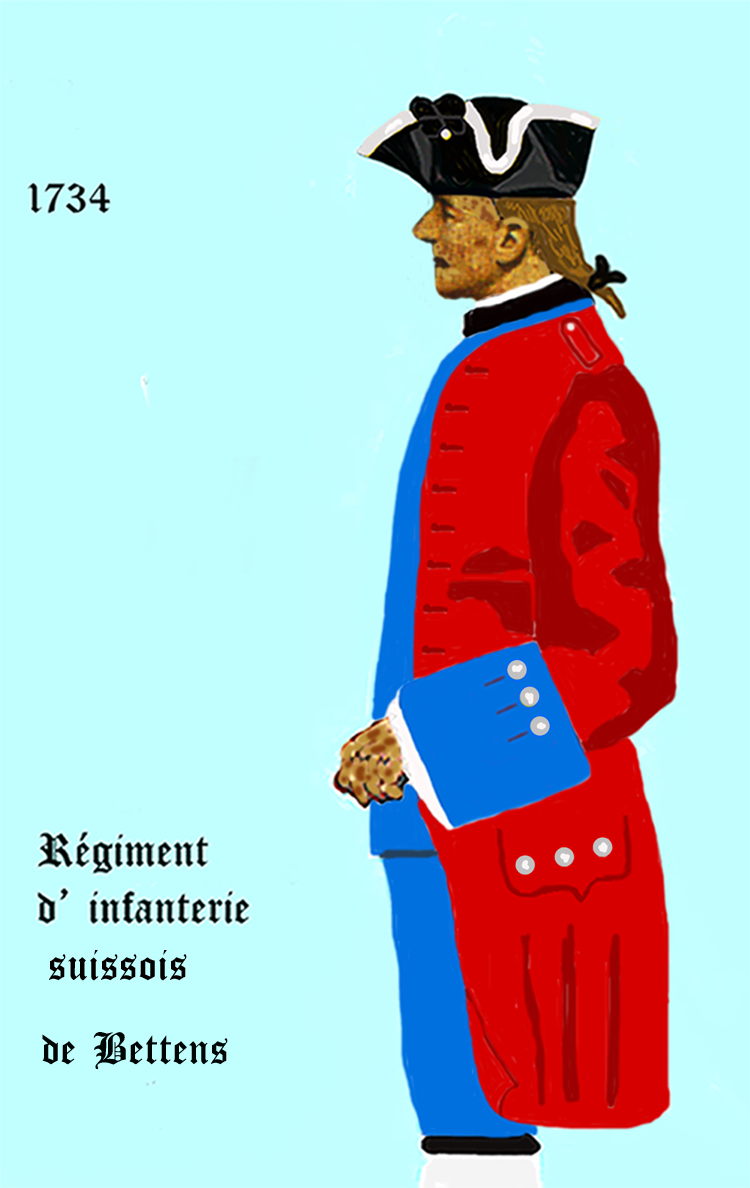
Régiment de Bettens 1734 bis 1762
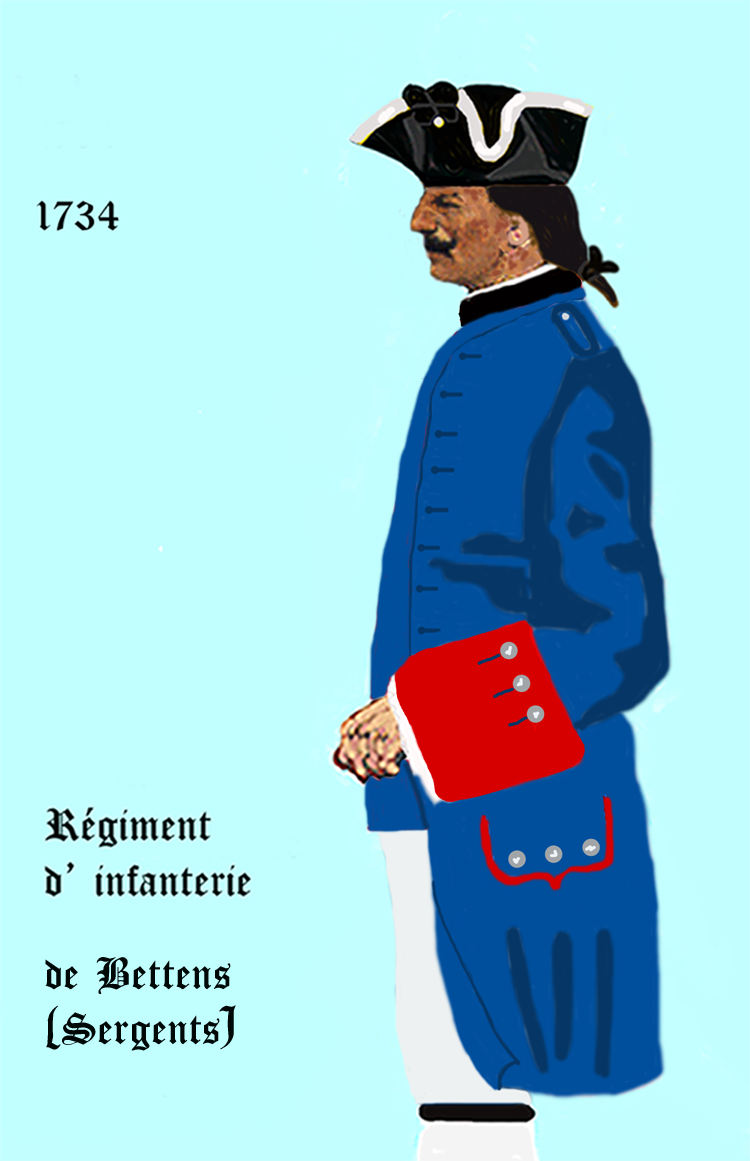
Régiment de Bettens 1734 bis 1762, sergent
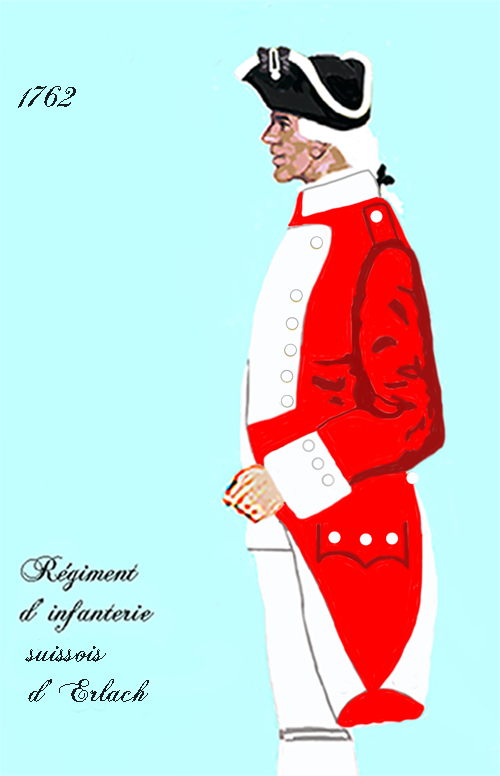
Régiment d’Erlach 1762 bis 1776
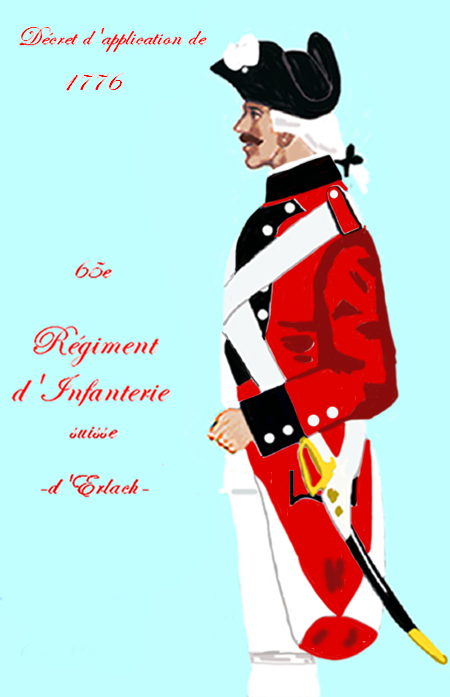
Régiment d’Erlach 1776 bis 1786
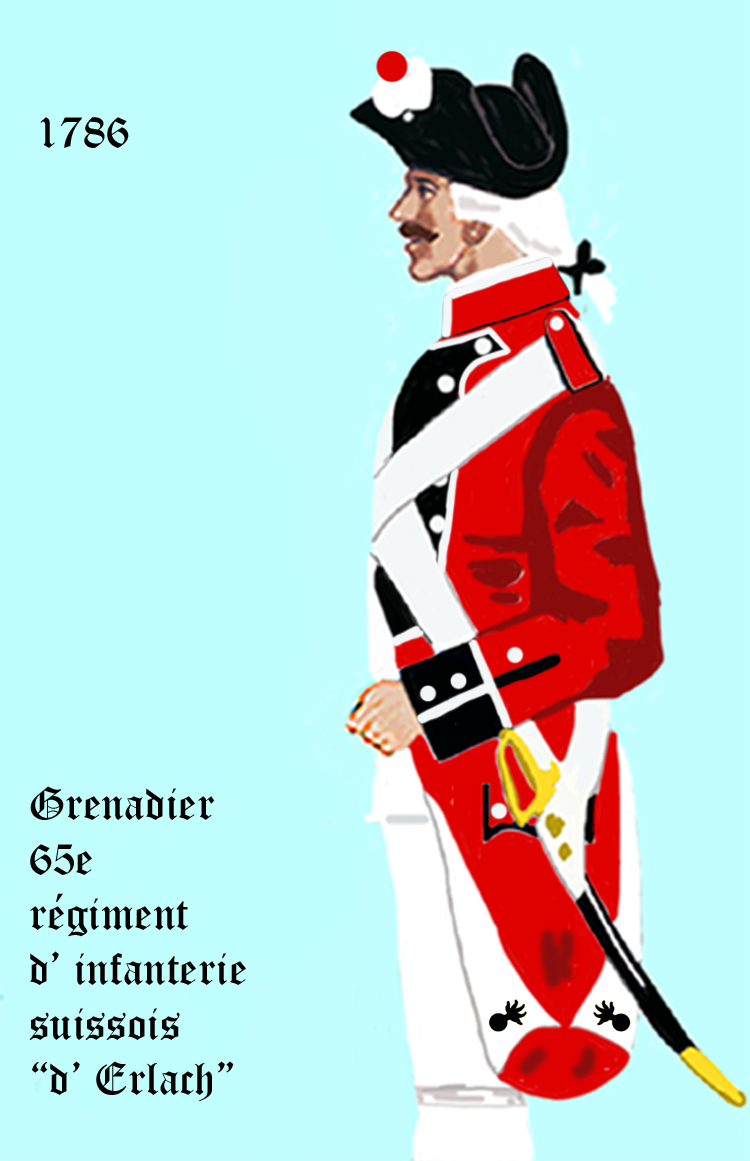
Régiment d’Ernest 1786 bis 1791
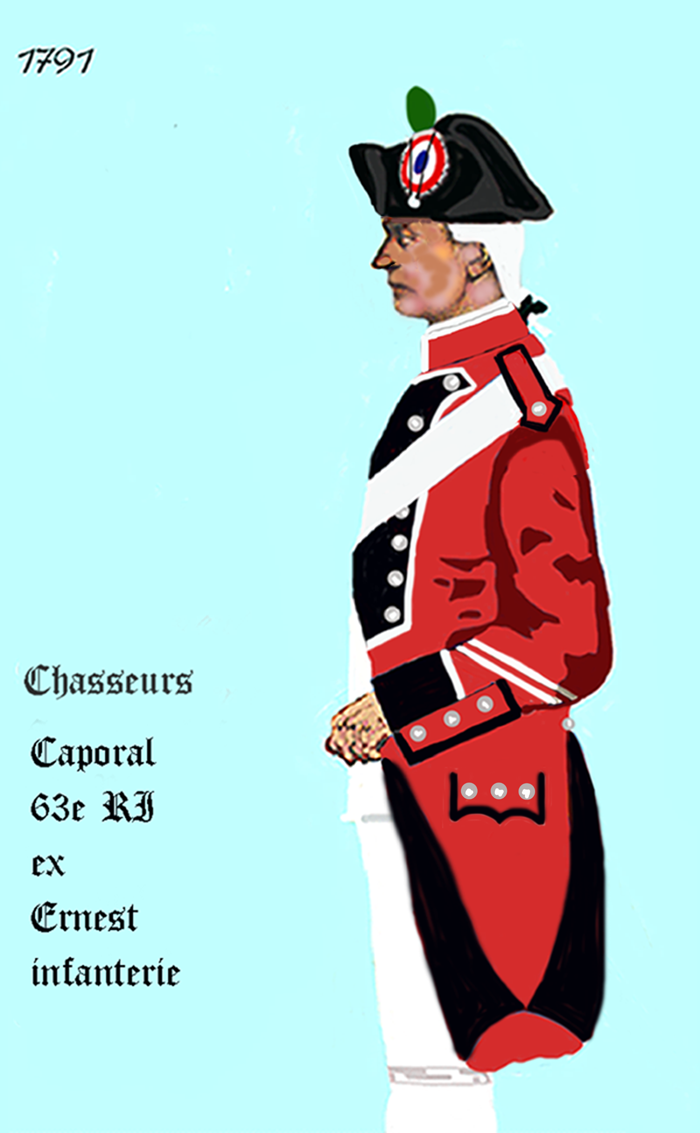
63e régiment d’infanterie de ligne 1791 bis 1792

## Einsatzgeschichte

### Holländischer Krieg (1672 bis 1678)
Das Régiment d’Erlach kam aus der Schweiz in Gex an und wurde von dort unverzüglich weiter zur Armee in die Niederlande geschickt, wo es sofort zu Problemen kam. Am 17. Mai 1672 wollte der Prince de Condé das Regiment als Teil seiner Truppe in Vizet bei Maastricht dem König vorführen. Der Comte d’Erlach wollte jedoch nicht gegen ein protestantisches Land kämpfen. Der König schickte daraufhin den Capitaine Pierre Stuppa, um d’Erlach zum Einlenken zu bewegen, was letztendlich auch gelang. Das Regiment konnte sich dann bei der Belagerung von Nimwegen erste Verdienste erwerben und wurde in das Herzogtum Cleve abkommandiert, um dort die Winterquartiere zu beziehen. Erneut bahnten sich Schwierigkeiten an, da sich das Regiment weigerte, bei Kaiserswerth den Rhein zu überqueren. Der verärgerte Prince de Condé ließ das Regiment umstellen und stellte es vor die Wahl – entweder über den Fluss zu gehen, oder er würde es hineinwerfen lassen. Der Befehl wurde dann unter Protest ausgeführt, was d’Erlach eine Rüge von Condé eintrug.
- 1673: Bei der Belagerung von Maastricht gelang es dem Regiment am 21. Juni, einen starken Ausfall zurückzuweisen, wobei der Major getötet wurde.[A 2]
- 1674: Während der Schlacht bei Seneffe griff die Einheit die Ortschaft Fay an und erlitt dabei schwere Verluste.
- 1675: Um weitere Konflikte zu vermeiden, die sich bezüglich der Vertragsbestimmungen bei Kampfeinsätzen gegen protestantische Truppen ergeben könnten, wurde das Regiment in das Roussillon verlegt. Hier wurde es zunächst bei der Belagerung von Fort de Bellegarde eingesetzt. Es folgte die Einnahme von Chapelle Notre-Dame del Castillo.

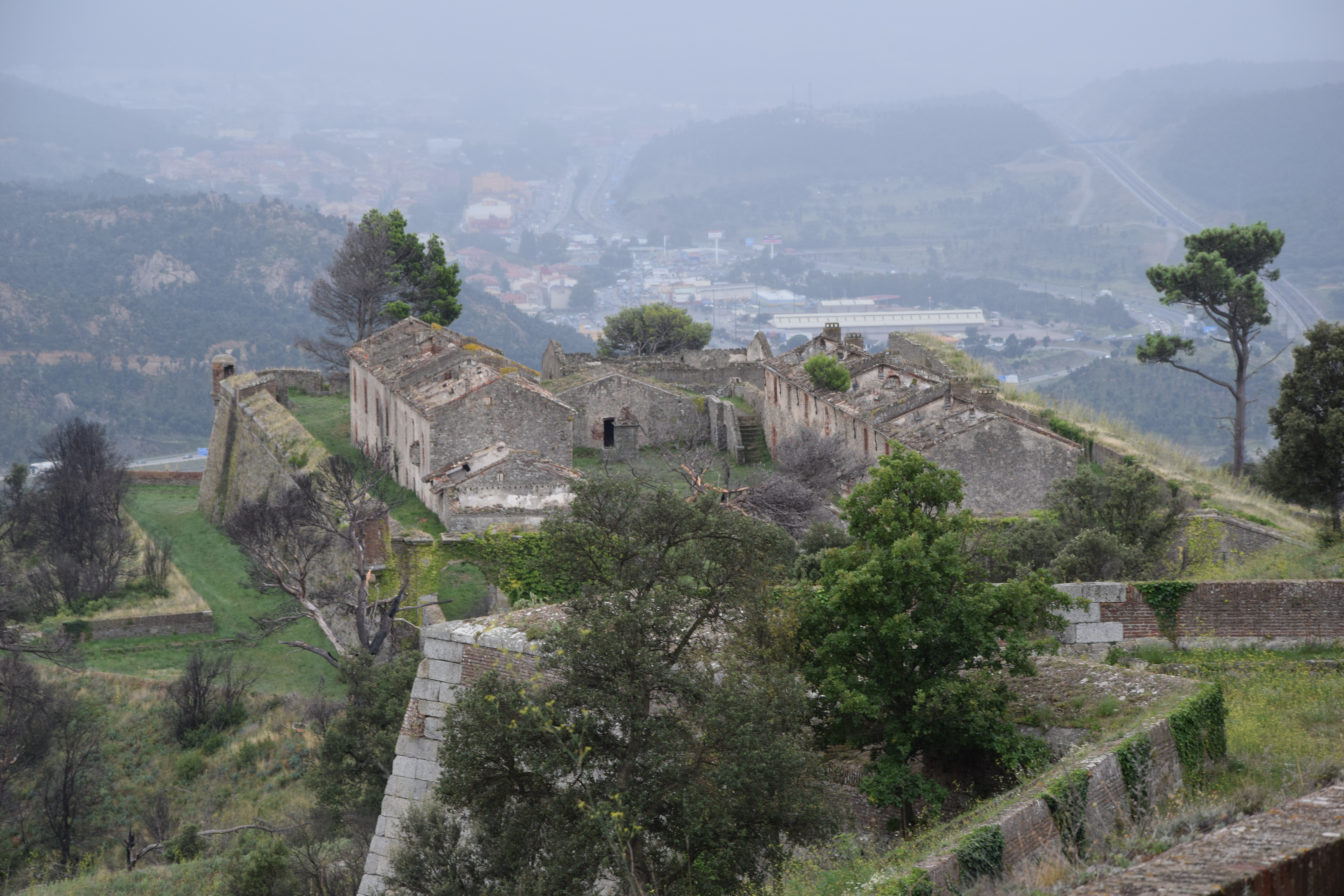
Fort de Bellegarde

- 1676: Das Jahr über lag das Regiment im Fort de Bellegarde.
- 1677: Zurück in den Kampfeinsatz, verlor die Einheit im Gefecht bei Espouilles am 4. Juli 178 Mann an Gefallenen.
- 1678: Das Régiment d’Erlach stand fünf Mal zur Bewachung der Belagerungsgräben vor Puigcerdà. Dabei verlor es die Lieutenants bzw. Ensignes Diesbach, Motais und Guider, der Lieutenant-colonel de Muralt wurde schwer verwundet.

### Reunionskrieg (1683 bis 1684)
- 1684: „Erlach“ stand bei der Belagerung von Luxemburg und kehrte 1688 in das Roussillon zurück.

### Pfälzischer Erbfolgekrieg (1688 bis 1697)
- 1689: Das Regiment führte die Belagerung von Camprodon durch, bezog nach der Einnahme dort Garnison und wurde dann selbst von den Spaniern belagert. Am 21. Juli wurde ein Bataillon, das einen vorgeschobenen Posten besetzte, vom spanischen „Regimento de los Amarillos“ angegriffen. Der Angriff wurde abgewiesen und der verwundete Colonello Fernando d’Avila gefangen genommen.
- 1691: Der Major Rolland konnte am Cap de Loscot eine Abteilung Miquelots[A 3] vernichten. Am 21. Mai wurde Seu d’Urgell eingenommen und dort zwei kastilische Infanterieregimenter („Los Colorados“ und „Los Amarillos“) gefangen genommen.
- 1693: Einnahme von Roses
- 1694: „Erlach“ kämpfte am 27. Mai mit Auszeichnung in der Schlacht am Ter, dann bei der Belagerung von Palamós, Girone, Hostalric und Castellfollit de la Roca. In diesem Jahr übernahm es die Bezeichnung „Régiment de Manuel“.
- 1695: Das Regiment lag teilweise in Hostalric und Castellfollit de la Roca. Die beiden Bataillone wurden dann in Castellfollit von 20.000 Spaniern eingeschlossen und belagert. Die Belagerung konnte noch 12 Wochen nach der Eröffnung der Gräben[A 4] abgewehrt werden. Für diese verdienstvolle Aktion wurde der Regimentskommandant, Colonel de Manuel, von König Louis XIV mit einer goldenen Gedenkmünze ausgezeichnet. Die Vorderseite zeigte eine Büste des Königs mit der Umschrift: LUDOVICUS MAGNUS REC CHRISTIANISSIMUS; auf der Rückseite war der König als römischer Krieger an Bord eines griechischen Schiffes abgebildet, in der Hand einen Dreizack, auf dem Kopf eine Krone und ein Spruchband mit dem Motto: VIRTUTI NAUTICAE PROEMIA DAT. Um den Rand der Medaille herum war zu lesen: ALBERTUS MANUEL LEGIONIS HELVETICOE PROEFECTUS, SERVATO CASTELFOLLITO, MANU REGIS HOC MUNERE DECORATUS ANNO MDCLXXXV.

In der Geschichte der Schweizer Truppen wird noch festgehalten, dass diese Medaille mit einem Wert von 38 Louis d’or von einem Brief des Kriegsministers Marquis de Barbezieux begleitet wurde, der für den Colonel Manuel sehr schmeichelhaft war. Nichtsdestoweniger war die Abbildung des Königs mit Schiff und Dreizack etwas deplatziert, da Castelfollit 25 Lieues (ca. 100 Kilometer) vom Meer entfernt in den Bergen lag.
- 1697: Das Regiment wurde in diesem Jahr in „Régiment de Villars-Chamdieu“ umbenannt.

### Spanischer Erbfolgekrieg (1701 bis 1714)
- 1701: Einsatz in Flandern
- 1702: Kämpfe gegen die Holländer, so bei Nimwegen
- 1703: im Gefecht bei Eckeren
- 1704: Feldzug am Rhein und an der Mosel. Am 8. August stand die Einheit mit dem Korps des Marquis de Bedemar im Gefecht bei Namur.
- 1706: Einsatz in der Schlacht bei Ramillies
- 1708: In der Schlacht bei Oudenaarde fiel der Capitaine Leisler. Nach dem Rückzug kamen zwei Bataillone nach Gent, das 3. Bataillon nach Lille, wo es unter dem Maréchal de Boufflers bei der erfolgreichen Abwehr der Belagerung eingesetzt wurde.

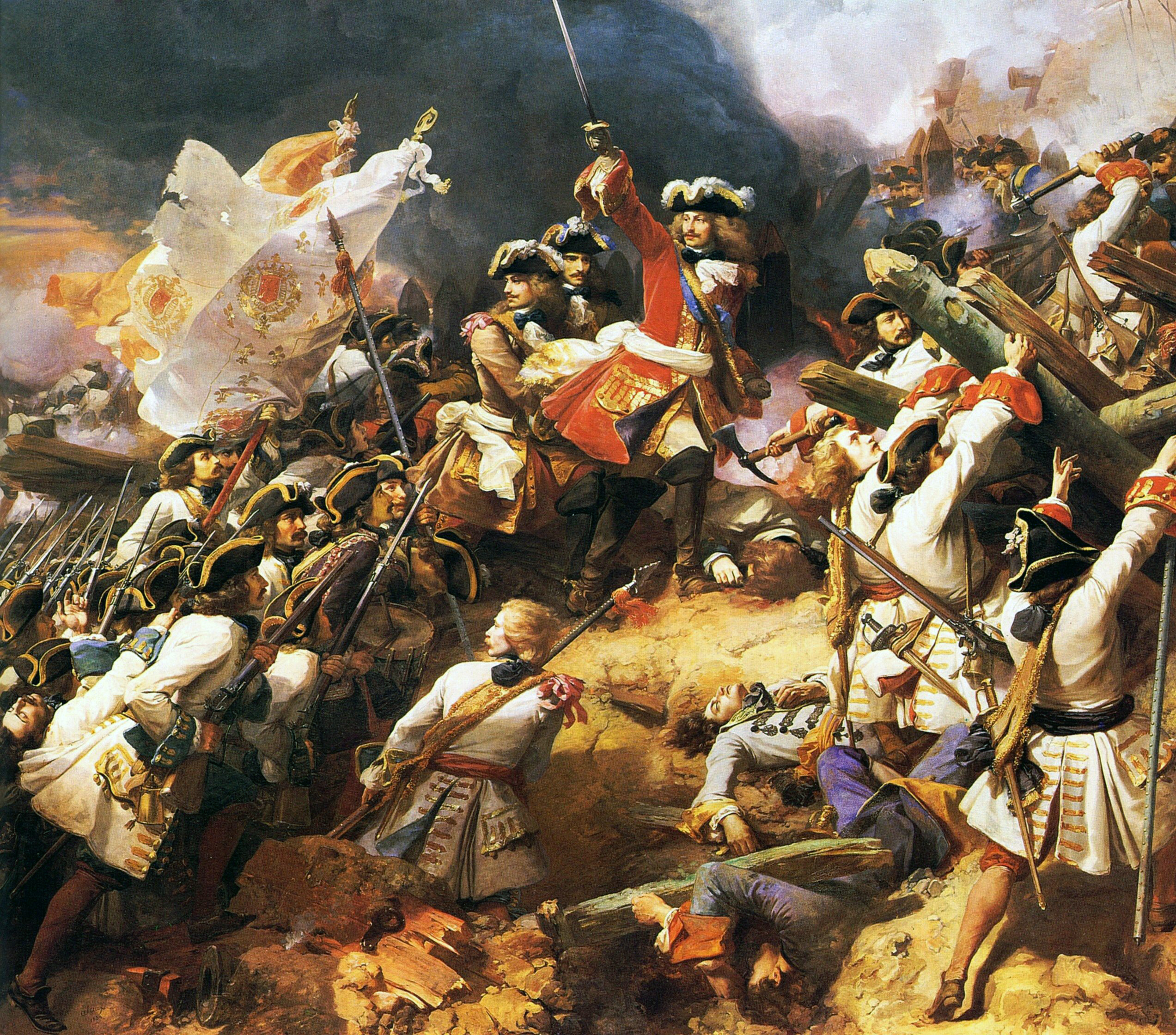
Claude-Louis-Hector, duc de Villars, an der Spitze des Régiment du Roi während der Schlacht

- 1709: Schlacht bei Malplaquet. Das Regiment nahm danach komplett oder in Teilen an der Verteidigung von Arras teil, kämpfte in der Schlacht bei Denain, bei der Wiedereroberung von Douai, von Quesnoy und Bouchain. Es verlor den Capitaine Winger vor Arras, den Capitaine Wisching bei Quesnoy, den Capitaine Steiner und den Lieutenant Goudard bei Bouchain.
- 1713: „Villars-Chamdieu“ wurde zur Armee nach Deutschland kommandiert und bei der Belagerung der Festung Landau eingesetzt. In der Nacht vom 4. auf den 5. August konnte das Regiment einen Ausfall der Besatzung zurückschlagen. Dabei verlor es den Major Mannlich, die Capitaines Villars und Samuel-Roy sowie den Lieutenant Willemain. Nach dem Frieden von Rastatt wurde das Regiment auf zwei Bataillone reduziert.

### Polnischer Thronfolgekrieg (1733 bis 1738)
1733: Am 10. November wurde das Regiment wieder auf drei Bataillone verstärkt, verließ seine Garnison in Givet und stieß zur Armee am Rhein, ohne den Fluss jemals zu überqueren.
1735: Teilnahme am Gefecht bei Klausen
1737: Am 8. Januar wurde das 3. Bataillon wieder aufgelöst. Es wurde in Metz Garnison bezogen.
1738: Verlegung nach Marsal (Moselle)

### Österreichischer Erbfolgekrieg (1740 bis 1748)
Während des Krieges führte die Truppe den Namen „Régiment de Bettens“. Während die französische Armee den Rhein überquerte und nach Böhmen marschierte, war „Bettens“ unter dem Oberkommando von Maréchal de camp Alexandre Thomas du Bois de Fiennes im Feldlager von Dünkirchen stationiert. Hier wurde es bis Oktober 1742 zu Schanzarbeiten und Bewachungsaufgaben eingesetzt.
- 1743: Als Garnison in Douai. Am 22. September wurde das 3. Bataillon wieder aufgestellt und in Aire-sur-la-Lys stationiert.
- 1744: „Bettens“ wurde in das Camp de Courtrai kommandiert und im Oktober nach Menen und Ypern verlegt.
- 1745: Am 11. April erfolgte die Verlegung nach Maubeuge. Zwei Bataillone verließen den Ort bald wieder, um zur Belagerung von Tournai zu stoßen. Am 9. Mai wurden sie von dort abgezogen und in der Schlacht bei Fontenoy eingesetzt. Die Brigade de Bettens (Régiment de Bettens mit zwei Bataillonen und Régiment de Diesbach mit drei Bataillonen) wurde in der Nacht vom 10. auf den 12. August eingesetzt, drei Redouten am Eingang der Dörfer Fontenoy (Yonne) und Anthoing zu errichten. Je ein Bataillon der beiden Regimenter besetzte dann die Redouten, um den Weg von Anthoing nach Fontenoy zu verteidigen, von wo aus der Feind die französische Flanke hätte angreifen können. Die anderen Bataillone standen mit vier Dragonerregimentern unter dem Kommando des Charles-Philippe d’Albert de Luynes, duc de Chevreuse, und des Marquis de Beauffremont. Alle feindlichen Bemühungen, bei den Schweizern durchzubrechen, scheiterten an deren hartnäckigem Widerstand. „Bettens“ verlor an diesem ruhmreichen Tag 123 Mann an Gefallenen und als einzigen Offizier den Sous-lieutenant Tscharner. Das Regiment kehrte dann zur Belagerung von Tournai zurück und stand danach bei den Belagerungen von Oudenaarde, Ostende und Nieuwpoort. Das Regiment beendete den Feldzug mit der Belagerung von Ath. Das 3. Bataillon, das zur Artillerie abgestellt worden war, kehrte in den Regimentsverband zurück. In Tournai wurden die Winterquartiere bezogen.
- 1746: Im Februar erfolgte der Abmarsch zur Belagerung von Brüssel. Danach wieder in Tournai, wurde im Mai die Stadt zum letzten Mal verlassen, um zur Belagerung der Zitadelle von Antwerpen zu stoßen. Im Juli erreichte die Einheit im Verband mit dem Régiment de Beauvoisis das Feldlager bei Louvain. Am 14. August erfolgte ein Gefecht nahe dem Dorf Perwer, das siegreich beendet werden konnte. Im September erfolgte die Verlegung in die Nähe von Namur, wo an der Einmündung der Sambre in die Maas Posten bezogen wurde. Das Regiment erreichte die Belagerungsgräben vor dem Fort d’Orange erst am Tag von dessen Kapitulation. Es stieß dann bei Tongeren zur Hauptmasse der Armee und wurde in der Division des Marquis de Contades in der Schlacht bei Raucoux eingesetzt. Danach verlegte das Regiment zunächst nach Brüssel, dann nach Brügge und anschließend nach Nieuwpoort, wo der Winter verbracht wurde.

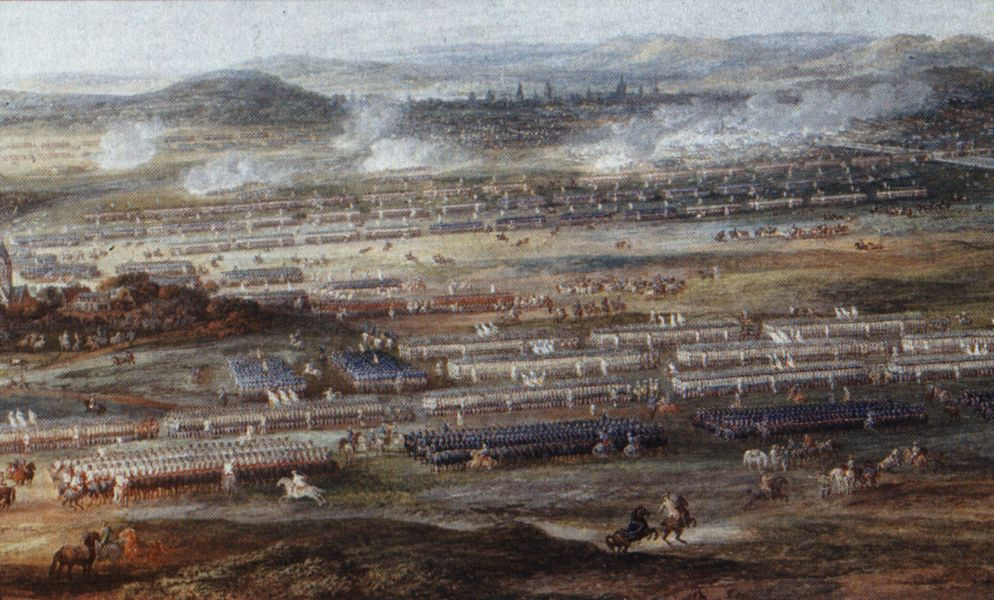
Schlacht bei Raucoux

- 1747: Zu Beginn des Jahres nahm es an der Eroberung von Niederländisch-Flandern, der Belagerung von Fort de la Perle und von Liefkenhoëck teil. Weiterhin konnte sich „Bettens“ bei der Einnahme von Hulst und Axel auszeichnen. Danach löste „Bettens“ das Régiment d’Auvergne im Camp de Doël ab, eine Stellung, die hier einen Übergang über die Schelde unterband. Im Mai marschierte das Regiment in das Lager von Malines, von wo aus es im Brigadeverband mit dem Régiment de La Marck die gegnerischen Posten bei den Mühlen von Roeselare angriff. Danach führte es Schanzarbeiten durch und wurde schließlich zum Gros der Armee zurückbeordert, um an der Schlacht bei Lauffeldt teilzunehmen. Hier wurde die Einheit zusammen mit dem Régiment de Monnin zum Angriff links auf das Dorf angesetzt und stürmte im Bajonettangriff, ohne einen Schuss abzugeben, im starken Abwehrfeuer bis zu einer Schlucht vor, die das Dorf teilte, und setzte sich hier fest, um auf Verstärkung durch ein irisches Regiment zu warten. Danach erfolgte der Befehl zur Eroberung des Dorfes Ulitinghem, das es bis zum Einbruch der Nacht besetzt hielt. Die Verluste waren enorm: der Lieutenant-colonel d’Erlach-Schadau, der Major May, die Capitaines Willemain, Sandoz, Ferrier, de Bellerve, die Lieutenants Chifette, Pol, Repingon, Ilghedefrey und Taitaz, dazu 132 Unteroffiziere und Mannschaften blieben auf dem Schlachtfeld zurück. Das Regiment wurde dann unverzüglich in die Normandie abkommandiert.
- 1748: Der Feldzug des Jahres wurde an der Küste der Bretagne beendet; bei Friedensschluss befanden sich das 1. und das 3. Bataillon in Le Landreau, das 2. Bataillon auf der Belle-Île-en-Mer.

Im Jahre 1751 wurde die Einheit in „Régiment de Jenner“ umbenannt. 1753 lag es im Camp de Gray in Garnison. Am 1. April 1756 wurde das 3. Bataillon aufgelöst. Im Oktober war „Jenner“ eine von den Einheiten (20 Bataillone), die von Louis XV zur Unterstützung an Maria Theresia abgegeben werden sollten. Die direkten Verwicklungen Frankreichs in den folgenden Krieg machten dieses Vorhaben jedoch obsolet, und „Jenner“ wurde zur Armee an den Niederrhein abkommandiert.

### Siebenjähriger Krieg (1757 bis 1763)
- 1757: Teilnahme an der Schlacht bei Hastenbeck und der Eroberung von Kurhannover
- 1758: Schlacht bei Krefeld
- 1759: Belagerung von Münster. Der Colonel Jenner wurde hier verwundet, der Lieutenant-colonel de La Chennelas fiel.
- 1760: Im Gefecht bei Korbach mit der Truppe des Comte de Saint-Germain. In der Schlacht bei Warburg wurde unter dem Kommando des Chevalier du Muy im Verband mit dem Régiment de La Couronne, dem Régiment de Bourbonnais und dem Régiment de Lochmann der feindliche Hauptstoß aufgefangen und der Rückzug der Armee ermöglicht. Der Colonel Jenner wurde erneut verwundet.
- 1761: Einsatz in der Schlacht bei Vellinghausen, das Regiment gehörte zur Armeeabteilung, die nach Kurhannover vorstieß. Von dieser Aktion zurückgekehrt, wurden Winterquartiere in Geldern bezogen.
- 1762: Stationierung in Straßburg und Übernahme der Bezeichnung Régiment d’Erlach
- 1763: Nacheinander wurde Garnison in Phalsbourg, Metz und Longwy bezogen.

1765 kehrte das Regiment nach Phalsbourg zurück und verlegte 1766 in das Camp de Compiègne, im August 1766 nach Verdun, im Mai 1768 nach Lille, im Januar 1769 nach Cambrai, im August 1769 nach Toul, im Januar 1771 nach Châteaulin, im Juni 1771 nach Condé, im Oktober 1772 nach Sarrelouis, im September 1774 nach Phalsbourg, im Juni 1775 nach Fort-Louis, im Juni 1776 nach Sarrelouis, im Oktober 1775 nach Quesnoy, im Mai 1777 nach Montmédy und Thionville, im November 1778 nach Marseille und im Oktober 1781 nach Toulon. Hier übernahm der Colonel baron d’Ernest das Kommando. Im September 1783 erfolgte die Verlegung nach Montdauphin, 1784 nach Korsika, wo bis Mai 1789 in Calvi und Saint-Florent garnisoniert wurde.

### Revolution
Mit den ersten Anzeichen der Revolution wurde das Regiment auf das Festland zurückgerufen und in Aubagne und Toulon stationiert. Im April 1790 wurde es nach Marseille kommandiert, um die vom Régiment de Vexin und der Garde nationale gestellten Besatzungen der Forts zu verstärken. Hier sahen sich die Schweizer mit den ersten Widerständen durch die Bevölkerung konfrontiert. Im Dezember kam es zu einem schweren Aufruhr in Aix, zu dessen Niederschlagung 400 Mann des „Régiment d’Ernest“ dorthin abkommandiert wurden. Die Bevölkerung verwehrte ihnen den Zutritt zur Stadt, woraufhin sich die Truppe zurück nach Marseille begab, wo sie sehr schlecht empfangen wurde. Trotzdem blieb es noch ein ganzes Jahr friedlich. Seit dem 16. Oktober 1791 eskalierte der Streit zwischen den Schweizern und der Zivilbevölkerung, und bis zum 23. Oktober kam es mehrmals zu blutigen Schlägereien. An diesem Tag wurden die Soldaten von den Militärbehörden in ihre Kasernen beordert. Einige Tage später verließ „d’Ernest“ Marseille und marschierte zunächst nach Sorgues und von dort nach Avignon. Bald darauf erforderten die Vorkommnisse in Aix die Anwesenheit des Regiments. Am 26. Februar 1792 wurde der Gemeindeverwaltung von Aix bekannt, dass eine große Anzahl von Marseiller Bürgern mit sechs Kanonen auf dem Weg nach Aix seien. Das Regiment stellte sich ihnen entgegen, und es kam zum Meinungsaustausch, wobei sich herausstellte, dass die Marseillais nach Aix unterwegs waren, da die Stadt angeblich von Aristokraten und den Schweizern terrorisiert würde. Die Schweizer Offiziere handelten umsichtig, zogen sich mit der Truppe zurück und überließen die Angelegenheit den Zivilbehörden.
Am 28. waren die Marseillais des Wartens müde, aufgeputscht durch zwei Tage des Geschwätzes und umgeben vom Abschaum von Aix, entschlossen sie sich, die Kasernen zu erstürmen, und hatten bereits die Kanonen auf die Mauern gerichtet. Die Schweizer Offiziere, gut beraten, keinen Kampf mit dieser Art Volk zu beginnen, erklärten sich bereit, die Kaserne aufzugeben, und baten um freien Abzug. Es kam jedoch, wie es zu erwarten war. Die Schweizer Soldaten wurden getrennt, entwaffnet und misshandelt. Die Gemeindeverwaltung war sich bewusst, welche Konsequenzen das nach sich ziehen konnte und dass man dafür die Verantwortung werde tragen müssen. Man gab also den Schweizern alle Waffen zurück, deren man noch habhaft werden konnte, und ermöglichte ihren freien Abzug nach Toulon.
In Anbetracht dieser unerfreulichen Vorkommnisse beklagte sich der Senat der Republik Bern am 16. März 1792 in einem Schreiben an König Louis XVI:

„Sire, das Régiment d’Ernest als ältestes der Schweizer Regimenter der Linie im Dienst der Krone von Frankreich, der es seit mehr als einem Jahrhundert mit Treue und tadellosem Verhalten gedient hat, wurde am 26. Februar in Aix einer Behandlung unterzogen, die es wahrlich nicht verdient hat. Drangsaliert von einer Horde Randalierer, die ihm an Anzahl unendlich überlegen waren und gegen die es sich, gebunden an das Gesetz des Kriegsrechts, dessen Beachtung es geschworen hatte, nicht verteidigen konnte. Vielleicht von denen verraten, die es unterstützen sollten, war es gezwungen die Waffen niederzulegen … im offenen Krieg gegen die erklärten Feinde Eurer Majestät hätte es diese mit dem Leben verteidigt.
Wir werden nicht versuchen, das Empfinden Ihrer Majestät mit den Geschichten der Szenen des Verrats und der Aufregung, die dieses unglückliche Ereignis begleiteten, in Zusammenhang zu bringen, wir werden nicht versuchen, den tiefen und schmerzhaften Eindruck aufrechtzuerhalten, den es bei uns sowie in unserem ganzen Land hinterlassen hat.
Unter diesen Umständen müssen wir unser Regiment zurückziehen. Seine Dienste können Eurer Majestät nicht
mehr nützlich sein, auch erlaubt seine Ehre ihm nicht länger, seinen Aufenthalt in einem Land zu verlängern, in dem weder die Allianz noch die geschlossene Kapitulation ihm die nötige Sicherheit bieten.
Wir haben diese Entschlossenheit bereits unserem Régiment d’Ernest mitgeteilt; wir warten, in
Folge der Liebe zur Gerechtigkeit, die Eure Majestät auszeichnet, dass sie ihm befehlen wird, die Waffen abzugeben, die Eigentum des Königs sind, soweit sie ihm nicht bereits auf eine sehr illegale und gewalttätige Weise entzogen wurden.
Eure Majestät, wie auch dero glorreichen Vorgänger, haben allen Schweizer Truppen im Allgemeinen und unserem Regiment im Besonderen so überzeugende Beweise über das in sie gesetzte hohe Vertrauen und ihr königliches Wohlwollen bezeugt, dass wir nicht daran zweifeln können, Eure Majestät wird unsere Bitte begrüßen und wird daher befehlen, ihm einen sicheren und ehrenvollen Abschied zu gewähren und ihm den bequemsten Weg, um in die Heimat zu gelangen, gestatten, etc.“

Tatsächlich wurde das Regiment dann in Toulon gesammelt und mit neuen Waffen ausgestattet. Dann wurde es nach Romans kommandiert und mit Befehl vom 26. Mai 1792 durch das Rhonetal über das Fort l’Ecluse und Gex in die Schweiz in Marsch gesetzt. Nachdem der Baron d’Ernest sein Kommando abgegeben hatte, wurde auf Wunsch des Berner Senats – mit Genehmigung des Königs – der vormalige Major Béat Louis de Watteville und kommissarische Kommandant, der das Regiment zurückgebracht hatte, zum Kommandanten ernannt. Kurz darauf wurde das Regiment nach dem Piémont abkommandiert, wo es dem König von Sardinien unterstellt wurde. Um den Frieden mit der Republik Frankreich zu wahren, wurde es dann zurückgerufen. Es sollte dazu dienen, die Neutralität der Schweizer Kantone zu wahren.
Per Dekret des Nationalkonvents vom 22 Germinal III (11. April 1795) wurden die unter der vorherigen Regierung gewährten Pensionen bestätigt und die Rückstände ausbezahlt.

### Koalitionskriege
- 1806: Das im Jahre 1803 aus unterschiedlichen Truppenteilen neu errichtete Regiment nahm am Feldzug in Preußen und Polen teil und kämpfte in der Schlacht bei Jena – Gefecht bei Golyn.
- 1807: Einsatz in der Schlacht bei Eylau und der Schlacht bei Friedland
- 1808: Verlegung nach Spanien (Napoleonische Kriege auf der Iberischen Halbinsel), Teilnahme an der Schlacht bei Espinosa
- 1809: wieder in Deutschland – Schlacht bei Aspern und Schlacht bei Wagram
- 1810: zurück in Spanien – Schlacht bei Talavera, Gefecht bei Santa-Maria-de-la-Nueva
- 1811: Das Regiment kämpfte am 5. März in der Schlacht bei Barrosa, vom 3. bis 5. Mai in der Schlacht bei Fuentes de Oñoro und am 16. Mai in der Schlacht bei La Albuera.
- 1813: Teilnahme an der Schlacht bei Vitoria, anschließend Garnison in Pamplona und Feldlager am Bidassoa und am Nivelle
- 1813: Feldzug in Deutschland, Garnison in Stettin, Kulm und Hellendorf

In der Völkerschlacht bei Leipzig kämpfte das Regiment in der 1. Brigade der 51. Infanteriedivision des 9. Korps von Maréchal Charles Pierre François Augereau.
- 1815: Feldzug in Belgien, Schlacht bei Ligny

### 1815 bis 1861
Ohne Gefechtstätigkeit lag das Regiment 1840 in Nîmes in Garnison, von wo aus es am 10. Dezember nach Paris beordert wurde. Zwischen 1841 und 1861 lag es in Angers, Verdun, Lille, Givet, Strasbourg, Lyon, Versailles, im Camp d’Ovaux (Paris), Cambrai, Nancy, Camp de Châlons, Neuf-Brisach und dann in Lyon.

### Second Empire
Per Dekret vom 2. Mai 1859 musste das Regiment eine Kompanie zur Aufstellung des 102e régiment d’infanterie de ligne abgeben.
1861 war das Regiment in Poitiers stationiert, von wo aus es 1862 nach Algerien verlegt wurde, wo es Garnison in Philipeville (Skikda) und Collo (El-Qoll), dann in Constantine bezog.
Im März 1864 wurde das Regiment zur Niederschlagung eines Aufstandes in der Gegend um Tébessa (Tbessa) eingesetzt. Es folgte eine Stationierung in La Calle (Al Cala). Nach der Niederschlagung einer Revolte in der Kabylei wurde in Sétif  (Stif) Quartier bezogen. Es führte zwischen dem 11. und 28. April 1865 mehrere Gefechte bei einem Ort mit dem Namen Takitount. Am 23. Juli 1865 wurde die Einheit in Bougie eingeschifft und kehrte am 25. Juli nach Marseille zurück. Als Garnison wurde Soissons zugewiesen, zwei Jahre später lag das Regiment in Verdun.

### Deutsch-Französischer Krieg
Am 1. August 1870 gehörte das Regiment zur Armée du Rhin. Zusammen mit dem 2e régiment d’infanterie (Colonel de St-Hillier) und dem 10e bataillon de chasseurs à pied (Commandant Schenk) bildete es die 1. Brigade unter Général Doens. Diese bildete, zusammen mit der 2. Brigade (Général Micheler), zwei Batterien zu je vier Mitrailleuses und einer Pionierkompanie, die 3. Infanteriedivision unter Général de division Merle de Labruguière de Laveaucoupet im 2. Armeekorps von Général de division Frossard.
- Am 6. August kämpfte das Regiment in der Schlacht bei Spichern. Danach erfolgte der Rückzug über Behren-lès-Forbach, Sarreguemines, Woustviller, Puttelange-aux-Lacs, Erstroff und Rémilly.
- Teile des Regiments (500 Mann) kämpften bei der Verteidigung von Toul vom 14. August bis zur Kapitulation am 23. September.
- Teile des Regiments kämpften bei der Verteidigung von Phalsbourg vom 10. August bis zur Kapitulation am 12. Dezember.

### 1871 bis 1914
- 1885: Garnison in Limoges in der Caserne des Bénédictins, dann in der Caserne Beaupuy (Stab und drei Bataillone) und in der Caserne Saint-Yrieix (ein Bataillon)

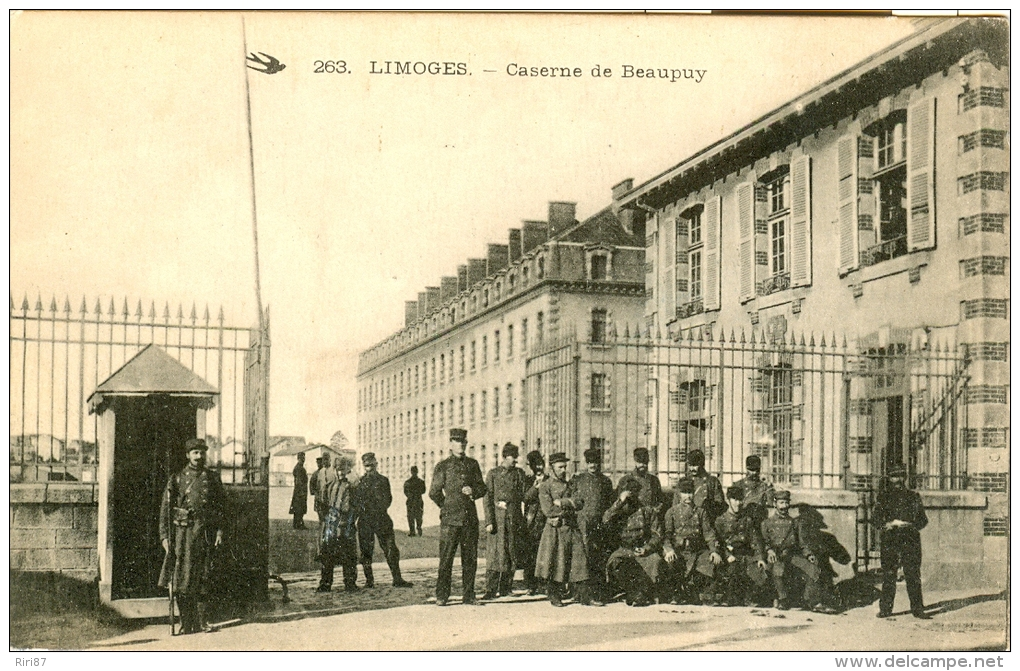
Caserne de Beaupuy (Limoges)

### Erster Weltkrieg
Garnison in Limoges in der Caserne Saint-Yrieix; zugeteilt zur 45. Infanteriebrigade in der 23. Infanteriedivision des 12. Armeekorps bis Februar 1917. Von Februar 1917 bis November 1918 gehörte es zur 134. Infanteriedivision.

#### 1914
- Kämpfe bei Varennes-en-Argonne und Villers-devant-Orval; dann Rückzug auf Carignan (Ardennes) und Blagny. Teilnahme an der Schlacht an der Marne im Bereich von Reims.

#### 1915
- Stellungskämpfe bei Remenauville, Régniéville, Fey-en-Haye; Farbus, Arleux-en-Gohelle, Villerval
- Vier Soldaten der 5. Kompanie wurden zur „Abschreckung für die anderen“ und ohne weitere Begründung am 20. April 1915 bei Flirey standrechtlich erschossen.[2]

#### 1916
- Stellungskämpfe bei Le Labyrinthe, Schlacht um Verdun. Kämpfe an der Aisne bei Vendresse und am Ravin de Troyon. Schlacht an der Somme bei Biaches und la Maisonnette.

#### 1917
- Stellungskämpfe in der Champagne bei Vesle und Prosne, Stellungskämpfe im Elsass bei Eglingen, Stellungskämpfe bei Reims

#### 1918
- Abwehrkämpfe bei Reims (Unternehmen Michael); Angriffskämpfe bei Berry-au-Bac, Tahure, dann bei Vouziers

### Zwischenkriegszeit
Keine Angaben vorhanden.

### Zweiter Weltkrieg
Am 8. August 1939 wurde das Regiment durch das Centre Mobilisateur d’Infanterie (CMI n° 94) unter dem Kommando von Lieutenant-colonel Jaubert wieder aufgestellt. Es bestand aus drei Bataillonen und einer Divisions-Panzerjägerkompanie. Das Regiment wurde der 24. Infanteriedivision zugeteilt. Über die Kampfeinsätze während des deutschen Westfeldzuges ist nichts bekannt, mit dem Waffenstillstand von Compiègne (1940) und der damit verbundenen französischen Kapitulation wurde die Einheit aufgelöst.
Mit dem 1. Oktober 1944 erfolgte in der Caserne Beaupuy und der Caserne Saint-Yrieix in Limoges eine Wiederaufstellung zu drei Bataillonen. Am 9. November wurde das Regiment in den Sektor Nantes−Saint-Nazaire verlegt. Die Personalstärke betrug 1848 Mann, von denen die meisten aus dem Maquis kamen. Am 20. Dezember 1944 wurde das Regiment an die Atlantikfront verlegt, wo die letzten Kämpfe gegen den Kessel von Saint-Nazaire stattfanden.

## Regimentsfahnen seit 1854
Auf der Rückseite der Regimentsfahne sind (seit Napoleonischer Zeit) in goldenen Lettern die Feldzüge und Schlachten aufgeführt, an denen das Regiment ruhmvoll teilgenommen hat.
In seiner Geschichte führte das Regiment nacheinander mehrere unterschiedliche Fahnen.

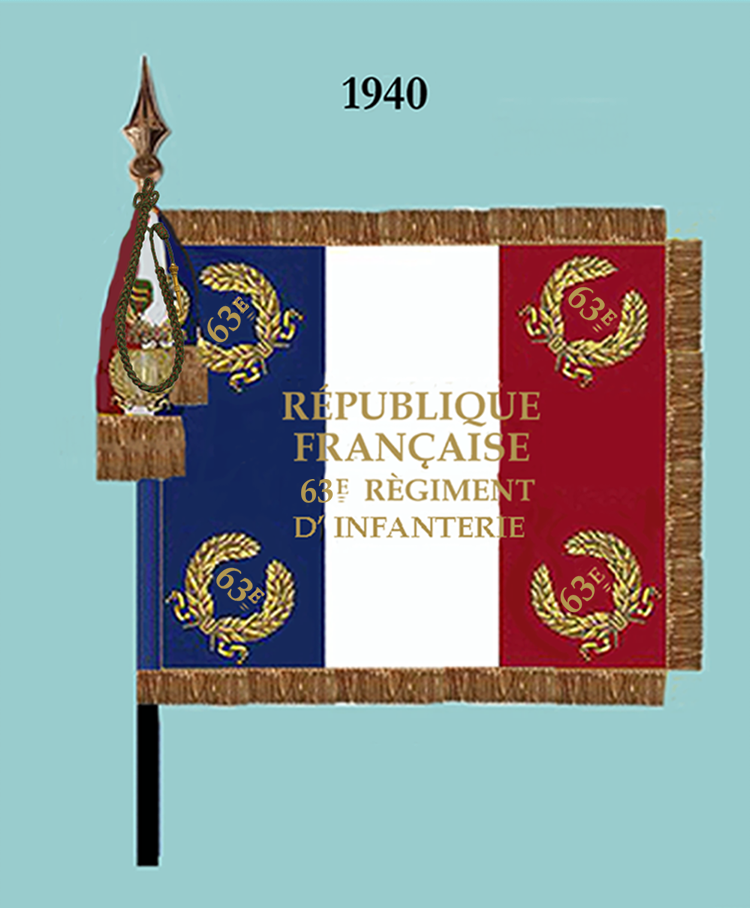
Zuletzt geführte Fahne – Vorderseite
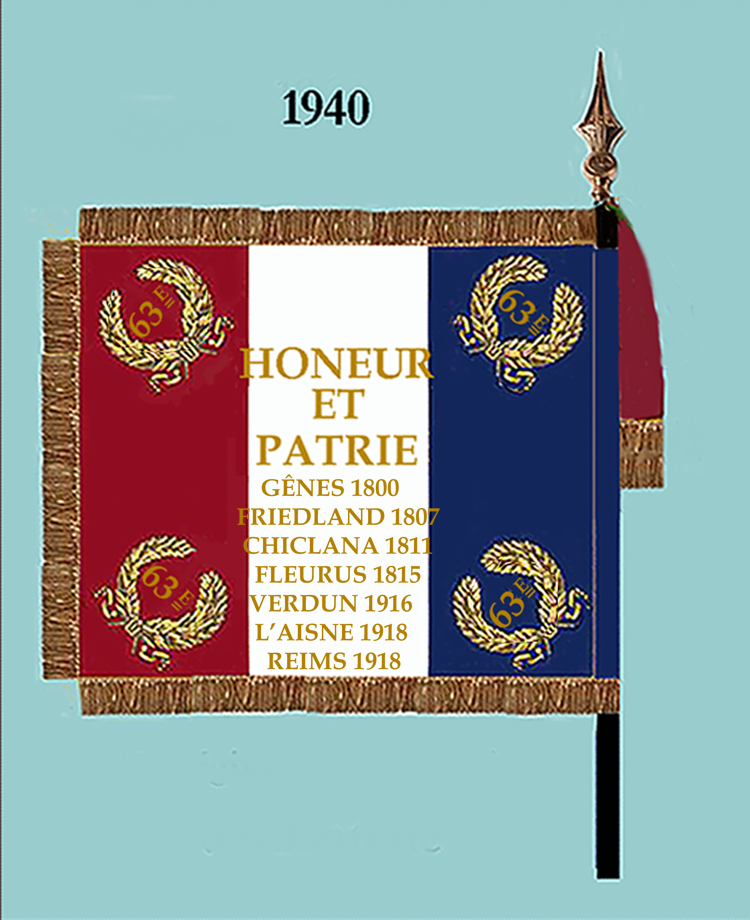
Rückseite

## Auszeichnungen
Das Fahnenband des Regiments ist mit dem Croix de guerre 1914–1918 mit zwei Palmenzweigen dekoriert. Es wird die Fourragère des „Croix de guerre 1914–1918“ an der Fahne geführt. Ebenso haben die Angehörigen des Regiments das Recht, diese Auszeichnung zu tragen (verliehen am 22. Februar 1918).

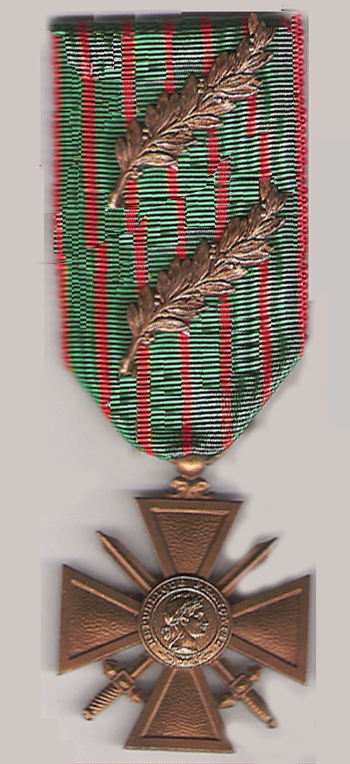
Croix de guerre mit zwei Palmenzweigen